# フィアット G.80
フィアット G.80
フィアット G.80-3
- 用途：練習機
- 設計者：ジュゼッペ・ガブリエッリ
- 製造者：フィアット
- 運用者：イタリア空軍
- 初飛行：1951年12月9日
- 生産数：10機

フィアット G.80は、1950年代にイタリアで開発された軍用練習機で、同国で最初の真のジェット機である。本機は首輪式引き込み降着装置と胴体側面にエンジン吸気口をもつ保守的な低翼単葉で、操縦士と操縦教官は長い涙滴型風防の中でタンデムに配置される。

## 設計と開発
3機の前量産型の前に2機のG.80試作機が製造されたが、イタリア空軍はこの機が空軍の要求に合致しないことを見つけ、まとまった数を購入しなかった。フィアット社は続いてNATOの標準練習機の選考に応募するためにより洗練されたG.82を開発した。
些細な変更点は別として、G.82はより長い胴体内にG.80のデ・ハビランド ゴブリンエンジンに変わりロールス・ロイス ニーンエンジンを装備し、翼端には燃料タンクを着けていた。5機のG.82が製造されたがNATOの選考はキャンセルされ、G.82はNATOにもイタリア空軍にも採用されることは無く開発プログラムは終了した。
夜間戦闘、偵察、近接支援を包括した特殊モデルやアリソン J35エンジンを搭載したG.84の計画があったがいずれも実現しなかった。
G.82は1957年に実験飛行隊（Reparto Sperimentale Volo）に引き渡される前の数年間はアメンドーラ（Amendola）空軍基地にあるイタリア空軍飛行学校で使用された。

## 派生型
- G.80-1B：試作機（1機のみ製造）
- G.80-3B：前量産型（4機製造）
- G.81：G.80の最終量産版（G.82のため開発はキャンセル。製造されず）
- G.82：NATOの標準練習機選考のための試作機（5機製造）
- G.84：アリソン J35 エンジンを搭載したモデル。（製造されず）

## 運用
イタリア
- イタリア空軍

## 要目

### G.80
- 乗員：2名
- 全長：12.58 m
- 全幅：11 m
- 全高：4.02 m
- 空虚重量：4,300 kg
- 全備重量：5,655 kg
- エンジン：デ・ハビランド ゴブリン ターボジェット　1.600 kg/s ×1
- 最大速度：850 km/h
- 航続距離：400-1,000 km

### G.82
- 乗員：2名
- 全長：12.93 m
- 全幅：11.80 m
- 全高：4.07 m
- 翼面積：26.0 m²
- 空虚重量：4,400 kg
- 全備重量：6,250 kg
- エンジン：ロールス・ロイス ニーン 6/21 ターボジェット　24.0 kN (5,390 lbf) ×1
- 最大速度：910 km/h
- 巡航高度：12,300 m
- 航続距離：1,150 km
- 武装：
  - コルト･ブローニング M3 12.7 mm機銃 ×2
  - 2基のパイロンに爆弾やロケット弾を含む340 kg (750 lb)までの投棄可能な兵装